# Vancouver Island Ranges

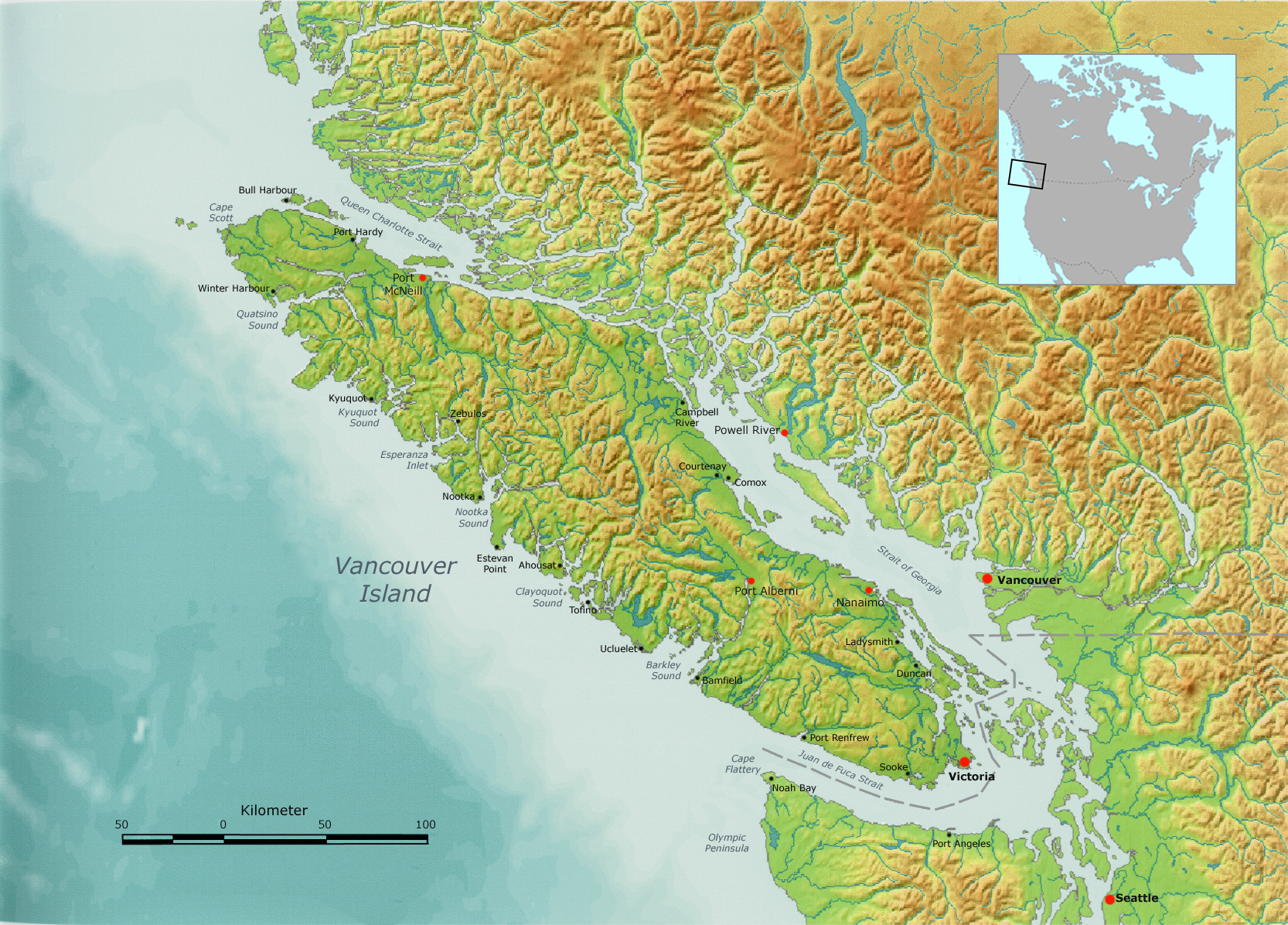
Ostrov Vancouver

Vancouver Island Ranges je pohoří na ostrově Vancouver v Britské Kolumbii, v jihozápadní části Kanady. Pohoří se rozkládá zejména v centrální části ostrova a zaujímá většinu ostrova. Je součástí horského pásma Insular Mountains, které náleží k Pacifickému pobřežnímu pásmu. Nejvyšší horou je Golden Hinde (2 195 m), k dalším nejvyšším vrcholům náleží Elkhorn Mountain (2 194 m) a Victoria Peak (2 163 m). Pohoří se skládá z 18 podjednotek.